# Титов Микола Петрович
Мико́ла Петро́вич Тито́в (нар. 1908 — пом. 1989) — радянський військовик часів Другої світової війни, командир 12-го гвардійського стрілецького полку 5-ї гвардійської стрілецької дивізії (11-а гвардійська армія), гвардії підполковник. Герой Радянського Союзу (1945).

## Життєпис
Народився 17 грудня 1908 року в селі Колодязному, нині Дворічанського району Харківської області, в селянській родині. Українець. Здобув середню освіту. Працював ковалем у рідному селі.
До лав РСЧА призваний у жовтні 1929 року. Військову службу проходив у частинах ОДПУ — НКВС: 1929—1931 роки — боєць 17-го Тимковичського прикордонного загону військ ОДПУ; у 1931 році закінчив школу молодшого командного складу; 1931—1934 роки — командир відділення і командир взводу Тобольського дивізіону військ ОДПУ — НКВС СРСР; 1934—1936 роки — курсант 3-ї (Московської) школи прикордонної і внутрішньої охорони НКВС СРСР; 1936—1938 роки — начальник прикордонного посту «Апука» 60-го Петропавловськ-Камчатського прикордонного загону військ НКВС СРСР. Член ВКП(б) з 1929 року. З 1938 року — лейтенант запасу.
У 1938—1941 роках працював викладачем у Куп'янському сільськогосподарському технікумі й паралельно заочно навчався в Харківському учительському інституті.
Вдруге призваний до лав РСЧА у червні 1941 року. Воював на Південно-Західному, Західному, Брянському, Прибалтійському, 1-му та 2-му Прибалтійських і 1-му Білоруському фронтах. У 1942 році закінчив КУКС «Постріл». Обіймав посади командира роти, командира батальйону, заступника командира 17-го гвардійського стрілецького полку, командира 12-го гвардійського стрілецького полку, заступника командира 5-ї гвардійської стрілецької дивізії. Двічі був поранений, шість разів контужений.
Особливо командир 12-го гвардійського стрілецького полку гвардії підполковник М. П. Титов відзначився під час форсування річки Німан. 14 липня 1944 року полк під його командуванням, не маючи ніяких спеціальних інженерних засобів, під щільним артилерійським і рушнично-кулеметним вогнем супротивника, одним з перших форсував річку Німан і захопив плацдарм на його західному березі. Протягом доби бійці полку відбили 9 ворожих контратак, у тому числі й при підтримці танків і САУ. Попри чисельну перевагу супротивника у силах і засобах, полк під командуванням М. П. Титова не лише втримав плацдарм, але й значно розширив його в глиб.
У 1948 році закінчив Військову академію імені М. В. Фрунзе. Служив начальником відділу Управління бойової і фізичної підготовки штабу Харківського військового округу. У 1954 році полковник М. П. Титов вийшов у запас.
Мешкав у Харкові. Викладав у Харківському інституті іноземних мов. Помер 2 березня 1989 року. Похований на міському кладовищі № 8.

## Нагороди
Указом Президії Верховної Ради СРСР від 24 березня 1945 року «за зразкове виконання бойових завдань командування на фронті боротьби з німецькими загарбниками та виявлені при цьому відвагу і героїзм», гвардії підполковникові Титову Миколі Петровичу присвоєне звання Героя Радянського Союзу з врученням ордена Леніна і медалі «Золота Зірка» (№ 4201).
Також нагороджений орденами Червоного Прапора (23.02.1945), Суворова 3-го ступеня (07.07.1944), Вітчизняної війни 1-го (11.03.1985) та 2-го (28.07.1943) ступенів, Червоної Зірки (…) і медалями.